# NGC天体列表 (1000-1999)
NGC天体列表索引：1-999 | 1000-1999 | 2000-2999 | 3000-3999 | 4000-4999 | 5000-5999 | 6000-6999 | 7000-7999

## 1000─1099
- NGC 1000 ─ 這是仙女座的一個星系。
- NGC 1001 ─ 這是英仙座的一個星系。
- NGC 1002 ─ 這是三角座的一個星系。
- NGC 1003 ─ 這是英仙座的一個星系。
- NGC 1004 ─ 這是鯨魚座的一個星系。
- NGC 1005 ─ 這是英仙座的一個星系。
- NGC 1006 ─ 這是鯨魚座的一個星系。
- NGC 1007 ─ 這是鯨魚座的一個星系。
- NGC 1008 ─ 這是鯨魚座的一個星系。
- NGC 1009 ─ 這是鯨魚座的一個星系。
- NGC 1010 ─ 這是鯨魚座的一個星系。
- NGC 1011 ─ 這是鯨魚座的一個星系。
- NGC 1012 ─ 這是白羊座的一個星系。
- NGC 1013 ─ 這是鯨魚座的一個星系。
- NGC 1014 ─ 這是鯨魚座的一個雙星系統。
- NGC 1015 ─ 這是鯨魚座的一個星系。
- NGC 1016 ─ 這是鯨魚座的一個星系。
- NGC 1017 ─ 這是鯨魚座的一個星系。
- NGC 1018 ─ 這是鯨魚座的一個星系。
- NGC 1019 ─ 這是鯨魚座的一個星系。
- NGC 1020 ─ 這是鯨魚座的一個星系。
- NGC 1021 ─ 這是鯨魚座的一個星系。
- NGC 1022 ─ 這是鯨魚座的一個星系。
- NGC 1023 ─ 這是英仙座的一個星系。
- NGC 1024 ─ 這是白羊座的一個星系。
- NGC 1025 ─ 這是時鐘座的一個星系。
- NGC 1026 ─ 這是鯨魚座的一個星系。
- NGC 1027 ─ 這是仙后座的一個星系。
- NGC 1028 ─ 這是白羊座的一個星系。
- NGC 1029 ─ 這是白羊座的一個星系。
- NGC 1030 ─ 這是白羊座的一個星系。
- NGC 1031 ─ 這是時鐘座的一個星系。
- NGC 1032 ─ 这是一个漩涡星系，在鲸鱼座
- NGC 1033 ─ 這是鯨魚座的一個星系。
- NGC 1034 ─ 這是鯨魚座的一個星系。
- NGC 1035 ─ 這是鯨魚座的一個星系。
- NGC 1036 ─ 這是白羊座的一個星系。
- NGC 1037 ─ 這是鯨魚座的一個單獨的星系。
- NGC 1038 ─ 這是鯨魚座的一個星系。
- NGC 1039 ─ M34，一个疏散星团，在英仙座
- NGC 1040 ─ 這是英仙座的一個星系。
- NGC 1041 ─ 這是鯨魚座的一個星系。
- NGC 1042 ─ 这是一个漩涡星系，在鲸鱼座
- NGC 1043 ─ 這是鯨魚座的一個星系。
- NGC 1044 ─ 這是鯨魚座的一個星系。
- NGC 1045 ─ 這是鯨魚座的一個星系。
- NGC 1046 ─ 這是鯨魚座的一個星系。
- NGC 1047 ─ 這是鯨魚座的一個星系。
- NGC 1048 ─ 這是鯨魚座的一個星系。
- NGC 1049 ─ 这是一个球状星团
- NGC 1050 ─ 這是英仙座的一個星系。
- NGC 1051 ─ 這是鯨魚座的一個星系。
- NGC 1052 ─ 這是鯨魚座的一個星系。
- NGC 1053 ─ 這是英仙座的一個星系。
- NGC 1054 ─ 這是白羊座的一個星系。
- NGC 1055 ─ 这是一个漩涡星系，在鲸鱼座
- NGC 1056 ─ 這是白羊座的一個星系。
- NGC 1057 ─ 這是三角座的一個星系。
- NGC 1058 ─ 這是英仙座的一個星系。
- NGC 1059 ─ 這是白羊座的一個雙星系統。
- NGC 1060 ─ 這是三角座的一個星系。
- NGC 1061 ─ 這是三角座的一個星系。
- NGC 1062 ─ 這是三角座的一個星系。
- NGC 1063 ─ 這是鯨魚座的一個星系。
- NGC 1064 ─ 這是鯨魚座的一個星系。
- NGC 1065 ─ 這是鯨魚座的一個星系。
- NGC 1066 ─ 這是三角座的一個星系。
- NGC 1067 ─ 這是三角座的一個星系。
- NGC 1068 ─ M77，这是一个塞弗特星系，在鲸鱼座
- NGC 1069 ─ 這是鯨魚座的一個星系。
- NGC 1070 ─ 這是鯨魚座的一個星系。
- NGC 1071 ─ 這是鯨魚座的一個星系。
- NGC 1072 ─ 這是鯨魚座的一個星系。
- NGC 1073 ─ 这是一个非常模糊的漩涡星系，在鲸鱼座
- NGC 1074 ─ 這是鯨魚座的一個星系。
- NGC 1075 ─ 這是鯨魚座的一個星系。
- NGC 1076 ─ 這是鯨魚座的一個星系。
- NGC 1077 ─ 這是英仙座的一個星系。
- NGC 1078 ─ 這是鯨魚座的一個星系。
- NGC 1079 ─ 這是天爐座的一個星系。
- NGC 1080 ─ 這是鯨魚座的一個星系。
- NGC 1081 ─ 這是波江座的一個星系。
- NGC 1082 ─ 這是波江座的一個星系。
- NGC 1083 ─ 這是波江座的一個星系。
- NGC 1084 ─ 這是波江座的一個星系。
- NGC 1085 ─ 這是鯨魚座的一個星系。
- NGC 1086 ─ 這是英仙座的一個星系。
- NGC 1087 ─ 这是一个小漩涡星系，在鲸鱼座
- NGC 1088 ─ 這是白羊座的一個星系。
- NGC 1089 ─ 這是波江座的一個星系。
- NGC 1090 ─ 这是一个漩涡星系，在鲸鱼座
- NGC 1091 ─ 這是波江座的一個星系。
- NGC 1092 ─ 這是波江座的一個星系。
- NGC 1093 ─ 這是三角座的一個星系。
- NGC 1094 ─ 這是鯨魚座的一個星系。
- NGC 1095 ─ 這是鯨魚座的一個星系。
- NGC 1096 ─ 這是時鐘座的一個星系。
- NGC 1097 ─ 这是一个塞弗特星系
- NGC 1098 ─ 這是波江座的一個星系。
- NGC 1099 ─ 這是波江座的一個星系。

## 1100─1199
- NGC 1100 ─ 這是波江座的一個星系。
- NGC 1101 ─ 這是鯨魚座的一個星系。
- NGC 1102 ─ 這是波江座的一個星系。
- NGC 1103 ─ 這是波江座的一個星系。
- NGC 1104 ─ 這是鯨魚座的一個星系。
- NGC 1105 ─ 這是鯨魚座的一個星系。
- NGC 1106 ─ 這是英仙座的一個星系。
- NGC 1107 ─ 這是鯨魚座的一個星系。
- NGC 1108 ─ 這是波江座的一個星系。
- NGC 1109 ─ 這是白羊座的一個星系。
- NGC 1110 ─ 這是波江座的一個星系。
- NGC 1111 ─ 這是白羊座的一個星系。
- NGC 1112 ─ 這是白羊座的一個星系。
- NGC 1113 ─ 這是白羊座的一個星系。
- NGC 1114 ─ 這是波江座的一個星系。
- NGC 1115 ─ 這是白羊座的一個星系。
- NGC 1117 ─ 這是白羊座的一個星系。
- NGC 1116 ─ 這是白羊座的一個星系。
- NGC 1117 ─ 這是白羊座的一個星系。
- NGC 1118 ─ 這是波江座的一個星系。
- NGC 1119 ─ 這是波江座的一個星系。
- NGC 1120 ─ 這是波江座的一個星系。
- NGC 1121 ─ 這是波江座的一個星系。
- NGC 1122 ─ 這是英仙座的一個星系。
- NGC 1123 ─ 這是英仙座的一個星系。
- NGC 1124 ─ 這是天爐座的一個星系。
- NGC 1125 ─ 這是波江座的一個星系。
- NGC 1126 ─ 這是波江座的一個星系。
- NGC 1127 ─ 這是白羊座的一個星系。
- NGC 1128 ─ 這是鯨魚座的一個星系。
- NGC 1129 ─ 這是英仙座的一個星系。
- NGC 1130 ─ 這是英仙座的一個星系。
- NGC 1131 ─ 這是英仙座的一個星系。
- NGC 1132 ─ 這是波江座的一個星系。
- NGC 1133 ─ 這是波江座的一個星系。
- NGC 1134 ─ 這是白羊座的一個星系。
- NGC 1135 ─ 這是時鐘座的一個星系。
- NGC 1136 ─ 這是時鐘座的一個星系。
- NGC 1137 ─ 這是鯨魚座的一個星系。
- NGC 1138 ─ 這是英仙座的一個星系。
- NGC 1139 ─ 這是波江座的一個星系。
- NGC 1140 ─ 這是波江座的一個星系。
- NGC 1141 ─ 這是鯨魚座的一個星系。
- NGC 1142 ─ 這是鯨魚座的一個星系。
- NGC 1143 ─ 這是鯨魚座的一個星系。
- NGC 1144 ─ 这是一个漩涡星系，但实际形状不规则，因为它与一椭圆星系碰撞
- NGC 1145 ─ 這是波江座的一個星系。
- NGC 1146 ─ 這是英仙座的一個星群。
- NGC 1147 ─ 這是波江座的一個單獨的星系。
- NGC 1148 ─ 這是波江座的一個星系。
- NGC 1149 ─ 這是鯨魚座的一個星系。
- NGC 1150 ─ 這是波江座的一個星系。
- NGC 1151 ─ 這是波江座的一個星系。
- NGC 1152 ─ 這是波江座的一個星系。
- NGC 1153 ─ 這是鯨魚座的一個星系。
- NGC 1154 ─ 這是波江座的一個星系。
- NGC 1155 ─ 這是波江座的一個星系。
- NGC 1156 ─ 这是一个模糊的星系，在白羊座
- NGC 1157 ─ 這是波江座的一個星系。
- NGC 1158 ─ 這是波江座的一個星系。
- NGC 1159 ─ 這是英仙座的一個星系。
- NGC 1160 ─ 這是英仙座的一個星系。
- NGC 1161 ─ 這是英仙座的一個星系。
- NGC 1162 ─ 這是波江座的一個星系。
- NGC 1163 ─ 這是波江座的一個星系。
- NGC 1164 ─ 這是英仙座的一個星系。
- NGC 1165 ─ 這是天爐座的一個星系。
- NGC 1166 ─ 這是白羊座的一個星系。
- NGC 1167 ─ 這是英仙座的一個星系。
- NGC 1168 ─ 這是白羊座的一個星系。
- NGC 1169 ─ 這是英仙座的一個星系。
- NGC 1170 ─ 這是白羊座的一個單獨的星系。
- NGC 1171 ─ 這是英仙座的一個星系。
- NGC 1172 ─ 這是波江座的一個星系。
- NGC 1173 ─ 這是英仙座的一個單獨的星系。
- NGC 1174 ─ 這是英仙座的一個星系。
- NGC 1175 ─ 這是英仙座的一個星系。
- NGC 1176 ─ 這是英仙座的一個星系。
- NGC 1177 ─ 這是英仙座的一個星系。
- NGC 1178 ─ 這是英仙座的一個星系。
- NGC 1179 ─ 這是波江座的一個星系。
- NGC 1180 ─ 這是波江座的一個星系。
- NGC 1181 ─ 這是波江座的一個星系。
- NGC 1182 ─ 這是波江座的一個星系。
- NGC 1183 ─ 這是英仙座的一個星系。
- NGC 1184 ─ 這是仙王座的一個星系。
- NGC 1185 ─ 這是波江座的一個星系。
- NGC 1186 ─ 這是英仙座的一個星系。
- NGC 1187 ─ 這是波江座的一個漩涡星系。
- NGC 1188 ─ 這是波江座的一個星系。
- NGC 1189 ─ 這是波江座的一個星系。
- NGC 1190 ─ 这是一个椭圆星系
- NGC 1191 ─ 這是波江座的一個星系。
- NGC 1192 ─ 這是波江座的一個星系。
- NGC 1193 ─ 這是英仙座的一個星系。
- NGC 1194 ─ 這是鯨魚座的一個星系。
- NGC 1195 ─ 這是波江座的一個星系。
- NGC 1196 ─ 這是波江座的一個星系。
- NGC 1197 ─ 這是英仙座的一個單獨星系。
- NGC 1198 ─ 這是英仙座的一個星系。
- NGC 1199 ─ 這是波江座的一個星系。

## 1200─1299
- NGC 1200 ─ 這是波江座的一個星系。
- NGC 1201 ─ 這是天爐座的一個星系。
- NGC 1202 ─ 這是波江座的一個星系。
- NGC 1203 ─ 這是波江座的一個星系。
- NGC 1204 ─ 這是波江座的一個星系。
- NGC 1205 ─ 這是波江座的一個星系。
- NGC 1206 ─ 這是波江座的一個星系。
- NGC 1207 ─ 這是英仙座的一個星系。
- NGC 1208 ─ 這是波江座的一個星系。
- NGC 1209 ─ 這是波江座的一個星系。
- NGC 1210 ─ 這是天爐座的一個星系。
- NGC 1211 ─ 這是鯨魚座的一個星系。
- NGC 1212 ─ 這是英仙座的一個星系。
- NGC 1213 ─ 這是英仙座的一個星系。
- NGC 1214 ─ 這是波江座的一個星系。
- NGC 1215 ─ 這是波江座的一個漩涡星系。
- NGC 1216 ─ 這是波江座的一個星系。
- NGC 1217 ─ 這是天爐座的一個星系。
- NGC 1218 ─ 這是鯨魚座的一個星系。
- NGC 1219 ─ 這是鯨魚座的一個星系。
- NGC 1220 ─ 這是英仙座的一個星系。
- NGC 1221 ─ 這是波江座的一個星系。
- NGC 1222 ─ 這是波江座的一個星系。
- NGC 1223 ─ 這是波江座的一個星系。
- NGC 1224 ─ 這是英仙座的一個星系。
- NGC 1225 ─ 這是波江座的一個星系。
- NGC 1226 ─ 這是英仙座的一個星系。
- NGC 1227 ─ 這是英仙座的一個星系。
- NGC 1228 ─ 這是波江座的一個星系。
- NGC 1229 ─ 這是波江座的一個星系。
- NGC 1230 ─ 這是波江座的一個星系。
- NGC 1231 ─ 這是波江座的一個星系。
- NGC 1232 ─ 這是波江座的一個漩涡星系。
- NGC 1233 ─ 這是英仙座的一個星系。
- NGC 1234 ─ 這是波江座的一個星系。
- NGC 1235 ─ 這是英仙座的一個星系。
- NGC 1236 ─ 這是白羊座的一個星系。
- NGC 1237 ─ 這是波江座的一個雙星系統。
- NGC 1238 ─ 這是波江座的一個星系。
- NGC 1239 ─ 這是波江座的一個星系。
- NGC 1240 ─ 這是白羊座的一個雙星系統。
- NGC 1241 ─ 這是波江座的一個星系。
- NGC 1242 ─ 這是波江座的一個星系。
- NGC 1243 ─ 這是波江座的一個雙星系統。
- NGC 1244 ─ 這是時鐘座的一個星系。
- NGC 1245 ─ 這是英仙座的一個疏散星團。
- NGC 1246 ─ 這是時鐘座的一個星系。
- NGC 1247 ─ 這是波江座的一個星系。
- NGC 1248 ─ 這是波江座的一個星系。
- NGC 1249 ─ 這是時鐘座的一個星系。
- NGC 1250 ─ 這是英仙座的一個星系。
- NGC 1251 ─ 這是鯨魚座的一個雙星系統。
- NGC 1252 ─ 這是時鐘座的一個星群。
- NGC 1253 ─ 這是波江座的一個漩涡星系。
- NGC 1254 ─ 這是鯨魚座的一個星系。
- NGC 1255 ─ 這是天爐座的一個星系。
- NGC 1256 ─ 這是波江座的一個星系。
- NGC 1257 ─ 這是英仙座的一個雙星系統。
- NGC 1258 ─ 這是波江座的一個星系。
- NGC 1259 ─ 這是英仙座的一個星系。
- NGC 1260 ─ 這是英仙座的一個星系。
- NGC 1261 ─ 這是時鐘座的一個球狀星團。
- NGC 1262 ─ 這是波江座的一個星系。
- NGC 1263 ─ 這是波江座的一個星系。
- NGC 1264 ─ 這是英仙座的一個星系。
- NGC 1265 ─ 這是英仙座的一個星系。
- NGC 1266 ─ 這是波江座的一個星系。
- NGC 1267 ─ 這是英仙座的一個星系。
- NGC 1268 ─ 這是英仙座的一個星系。
- NGC 1269 ─ 這是波江座的一個星系。
- NGC 1270 ─ 這是英仙座的一個星系。
- NGC 1271 ─ 這是英仙座的一個星系。
- NGC 1272 ─ 這是英仙座的一個星系。
- NGC 1273 ─ 這是英仙座的一個星系。
- NGC 1274 ─ 這是英仙座的一個星系。
- NGC 1275 ─ 英仙座A，這是英仙座的一個一个少见的星系。
- NGC 1276 ─ 這是英仙座的一個雙星系統。
- NGC 1277 ─ 這是英仙座的一個星系。
- NGC 1278 ─ 這是英仙座的一個星系。
- NGC 1279 ─ 這是英仙座的一個星系。
- NGC 1280 ─ 這是鯨魚座的一個星系。
- NGC 1281 ─ 這是英仙座的一個星系。
- NGC 1282 ─ 這是英仙座的一個星系。
- NGC 1283 ─ 這是英仙座的一個星系。
- NGC 1284 ─ 這是波江座的一個星系。
- NGC 1285 ─ 這是波江座的一個星系。
- NGC 1286 ─ 這是波江座的一個星系。
- NGC 1287 ─ 這是波江座的一個星系。
- NGC 1288 ─ 這是天爐座的一個星系。
- NGC 1289 ─ 這是波江座的一個星系。
- NGC 1290 ─ 這是波江座的一個星系。
- NGC 1291 ─ 這是波江座的一個星系。
- NGC 1292 ─ 這是天爐座的一個星系。
- NGC 1293 ─ 這是英仙座的一個星系。
- NGC 1294 ─ 這是英仙座的一個星系。
- NGC 1295 ─ 這是波江座的一個星系。
- NGC 1296 ─ 這是波江座的一個星系。
- NGC 1297 ─ 這是波江座的一個星系。
- NGC 1298 ─ 這是波江座的一個星系。
- NGC 1299 ─ 這是波江座的一個星系。

## 1300─1399
- NGC 1300 ─ 这是一个漩涡星系，在波江座
- NGC 1301 ─ 這是波江座的一個星系。
- NGC 1302 ─ 這是天爐座的一個星系。
- NGC 1303 ─ 這是波江座的一個星系。
- NGC 1304 ─ 這是波江座的一個星系。
- NGC 1305 ─ 這是波江座的一個星系。
- NGC 1306 ─ 這是天爐座的一個星系。
- NGC 1307 ─ 這是波江座的一個星系。
- NGC 1308 ─ 這是波江座的一個星系。
- NGC 1309 ─ 這是波江座的一個星系。
- NGC 1310 ─ 這是天爐座的一個星系。
- NGC 1311 ─ 這是時鐘座的一個星系。
- NGC 1312 ─ 這是金牛座的一個雙星系統。
- NGC 1313 ─ 这是一个星暴星系
- NGC 1314 ─ 這是波江座的一個星系。
- NGC 1315 ─ 這是波江座的一個星系。
- NGC 1316 ─ 这是一个椭圆星系，在天炉座
- NGC 1317 ─ 这是一个被扭曲的漩涡星系，在天炉座 （注：NGC 1316和NGC 1317有时被通称为天炉座辐射星系，因为这些星系是宇宙中的强辐射源。）
- NGC 1318 ─ 這是天爐座的一個星系。
- NGC 1319 ─ 這是波江座的一個星系。
- NGC 1320 ─ 這是波江座的一個星系。
- NGC 1321 ─ 這是波江座的一個星系。
- NGC 1322 ─ 這是波江座的一個星系。
- NGC 1323 ─ 這是波江座的一個星系。
- NGC 1324 ─ 這是波江座的一個星系。
- NGC 1325 ─ 這是波江座的一個星系。
- NGC 1326 ─ 這是天爐座的一個星系。
- NGC 1327 ─ 這是天爐座的一個星系。
- NGC 1328 ─ 這是波江座的一個星系。
- NGC 1329 ─ 這是波江座的一個星系。
- NGC 1330 ─ 這是英仙座的一個星群。
- NGC 1331 ─ 這是波江座的一個星系。
- NGC 1332 ─ 這是波江座的一個星系。
- NGC 1333 ─ 這是英仙座的一個星系。
- NGC 1334 ─ 這是英仙座的一個星系。
- NGC 1335 ─ 這是英仙座的一個星系。
- NGC 1336 ─ 這是天爐座的一個星系。
- NGC 1337 ─ 这是一个漩涡星系
- NGC 1338 ─ 這是波江座的一個星系。
- NGC 1339 ─ 這是天爐座的一個星系。
- NGC 1340 ─ 這是天爐座的一個星系。
- NGC 1341 ─ 這是天爐座的一個星系。
- NGC 1342 ─ 這是英仙座的一個星系。
- NGC 1343 ─ 這是仙后座的一個星系。
- NGC 1344 ─ 這是天爐座的一個星系。
- NGC 1345 ─ 這是波江座的一個星系。
- NGC 1346 ─ 這是波江座的一個星系。
- NGC 1347 ─ 這是波江座的一個星系。
- NGC 1348 ─ 這是英仙座的一個星系。
- NGC 1349 ─ 這是金牛座的一個星系。
- NGC 1350 ─ 這是天爐座的一個星系。
- NGC 1351 ─ 這是天爐座的一個星系。
- NGC 1352 ─ 這是波江座的一個星系。
- NGC 1353 ─ 這是波江座的一個星系。
- NGC 1354 ─ 這是波江座的一個星系。
- NGC 1355 ─ 這是波江座的一個星系。
- NGC 1356 ─ 這是時鐘座的一個星系。
- NGC 1357 ─ 这是一个漩涡星系
- NGC 1358 ─ 这是一个塞弗特星系
- NGC 1359 ─ 這是波江座的一個星系。
- NGC 1360 ─ 这是一个弥散行星状星云
- NGC 1361 ─ 這是波江座的一個星系。
- NGC 1362 ─ 這是波江座的一個星系。
- NGC 1363 ─ 這是波江座的一個星系。
- NGC 1364 ─ 這是波江座的一個星系。
- NGC 1365 ─ 这是一个漩涡星系，在天炉座
- NGC 1366 ─ 這是天爐座的一個星系。
- NGC 1367 ─ 這是天爐座的一個星系。
- NGC 1368 ─ 這是波江座的一個星系。
- NGC 1369 ─ 這是波江座的一個星系。
- NGC 1370 ─ 這是波江座的一個星系。
- NGC 1371 ─ 這是天爐座的一個星系。
- NGC 1372 ─ 這是波江座的一個星系。
- NGC 1373 ─ 這是天爐座的一個星系。
- NGC 1374 ─ 這是天爐座的一個星系。
- NGC 1375 ─ 這是天爐座的一個星系。
- NGC 1376 ─ 這是波江座的一個星系。
- NGC 1377 ─ 這是波江座的一個星系。
- NGC 1378 ─ 這是天爐座的一個單獨的星系。
- NGC 1379 ─ 這是天爐座的一個星系。
- NGC 1380 ─ 這是天爐座的一個星系。
- NGC 1381 ─ 这是一个漩涡星系
- NGC 1383 ─ 這是波江座的一個星系。
- NGC 1384 ─ 這是金牛座的一個星系。
- NGC 1385 ─ 這是天爐座的一個星系。
- NGC 1386 ─ 這是波江座的一個星系。
- NGC 1387 ─ 這是天爐座的一個星系。
- NGC 1388 ─ 這是波江座的一個星系。
- NGC 1389 ─ 這是波江座的一個星系。
- NGC 1390 ─ 這是波江座的一個星系。
- NGC 1391 ─ 這是波江座的一個星系。
- NGC 1392 ─ 這是波江座的一個單獨的星系。
- NGC 1393 ─ 這是波江座的一個星系。
- NGC 1394 ─ 這是波江座的一個星系。
- NGC 1395 ─ 這是波江座的一個星系。
- NGC 1396 ─ 這是天爐座的一個星系。
- NGC 1397 ─ 這是波江座的一個星系。
- NGC 1398 ─ 這是天爐座的一個星系。
- NGC 1399 ─ 這是天爐座的一個星系。

## 1400─1499
- NGC 1400 ─ 這是波江座的一個星系。
- NGC 1401 ─ 這是波江座的一個星系。
- NGC 1402 ─ 這是波江座的一個星系。
- NGC 1403 ─ 這是波江座的一個星系。
- NGC 1404 ─ 這是波江座的一個星系。
- NGC 1405 ─ 這是波江座的一個星系。
- NGC 1406 ─ 這是天爐座的一個星系。
- NGC 1407 ─ 這是波江座的一個星系。
- NGC 1408 ─ 這是天爐座的一個單獨的星系。
- NGC 1409 ─ 這是金牛座的一個星系。
- NGC 1410 ─ 這是金牛座的一個星系。
- NGC 1411 ─ 這是時鐘座的一個星系。
- NGC 1412 ─ 這是天爐座的一個星系。
- NGC 1413 ─ 這是波江座的一個星系。
- NGC 1414 ─ 這是波江座的一個星系。
- NGC 1415 ─ 這是波江座的一個星系。
- NGC 1416 ─ 這是波江座的一個星系。
- NGC 1417 ─ 這是波江座的一個星系。
- NGC 1418 ─ 這是波江座的一個星系。
- NGC 1419 ─ 這是波江座的一個星系。
- NGC 1420 ─ 這是波江座的一個三星系統。
- NGC 1421 ─ 這是波江座的一個星系。
- NGC 1422 ─ 這是波江座的一個星系。
- NGC 1423 ─ 這是波江座的一個星系。
- NGC 1424 ─ 這是波江座的一個星系。
- NGC 1425 ─ 這是天爐座的一個星系。
- NGC 1426 ─ 這是波江座的一個星系。
- NGC 1427 ─ 這是天爐座的一個星系。
- NGC 1427A ─ 這是波江座的一個星系。
- NGC 1428 ─ 這是天爐座的一個星系。
- NGC 1429 ─ 這是波江座的一個單獨的星系。
- NGC 1430 ─ 這是波江座的一個星系。
- NGC 1431 ─ 這是金牛座的一個星系。
- NGC 1432 ─ 這是金牛座的一個星系。
- NGC 1433 ─ 這是時鐘座的一個星系。
- NGC 1434 ─ 這是波江座的一個星系。
- NGC 1435 ─ 這是金牛座的一個反射星云。
- NGC 1436 ─ 這是波江座的一個星系。
- NGC 1437 ─ 這是波江座的一個星系。
- NGC 1438 ─ 這是波江座的一個星系。
- NGC 1439 ─ 這是波江座的一個星系。
- NGC 1440 ─ 這是波江座的一個星系。
- NGC 1441 ─ 這是波江座的一個星系。
- NGC 1442 ─ 這是波江座的一個星系。
- NGC 1443 ─ 這是波江座的一個星系。
- NGC 1444 ─ 這是英仙座的一個星系。
- NGC 1445 ─ 這是波江座的一個星系。
- NGC 1446 ─ 這是波江座的一個星系。
- NGC 1447 ─ 這是波江座的一個星系。
- NGC 1448 ─ 這是時鐘座的一個星系。
- NGC 1449 ─ 這是波江座的一個星系。
- NGC 1450 ─ 這是波江座的一個星系。
- NGC 1451 ─ 這是波江座的一個星系。
- NGC 1452 ─ 這是波江座的一個星系。
- NGC 1453 ─ 這是波江座的一個星系。
- NGC 1454 ─ 這是波江座的一個星系。
- NGC 1455 ─ 這是波江座的一個星系。
- NGC 1456 ─ 這是金牛座的一個雙星系統。
- NGC 1457 ─ 這是時鐘座的一個星系。
- NGC 1458 ─ 這是波江座的一個單獨的星系。
- NGC 1459 ─ 這是天爐座的一個星系。
- NGC 1460 ─ 這是波江座的一個星系。
- NGC 1461 ─ 這是波江座的一個星系。
- NGC 1462 ─ 這是金牛座的一個星系。
- NGC 1463 ─ 這是網罟座的一個星系。
- NGC 1464 ─ 這是波江座的一個星系。
- NGC 1465 ─ 這是英仙座的一個星系。
- NGC 1466 ─ 這是水蛇座的一個星系。
- NGC 1467 ─ 這是波江座的一個星系。
- NGC 1468 ─ 這是波江座的一個星系。
- NGC 1469 ─ 這是鹿豹座的一個星系。
- NGC 1470 ─ 這是波江座的一個星系。
- NGC 1471 ─ 這是波江座的一個星系。
- NGC 1472 ─ 這是波江座的一個星系。
- NGC 1473 ─ 這是水蛇座的一個星系。
- NGC 1474 ─ 這是金牛座的一個星系。
- NGC 1475 ─ 這是波江座的一個星系。
- NGC 1476 ─ 這是時鐘座的一個星系。
- NGC 1477 ─ 這是波江座的一個星系。
- NGC 1478 ─ 這是波江座的一個星系。
- NGC 1479 ─ 這是波江座的一個單獨的星系。
- NGC 1480 ─ 這是波江座的一個單獨的星系。
- NGC 1481 ─ 這是波江座的一個星系。
- NGC 1482 ─ 這是波江座的一個星系。
- NGC 1483 ─ 這是時鐘座的一個星系。
- NGC 1484 ─ 這是波江座的一個星系。
- NGC 1485 ─ 這是鹿豹座的一個星系。
- NGC 1486 ─ 這是波江座的一個星系。
- NGC 1487 ─ 這是波江座的一個星系。
- NGC 1488 ─ 這是金牛座的一個雙星系統。
- NGC 1489 ─ 這是波江座的一個星系。
- NGC 1490 ─ 這是網罟座的一個星系。
- NGC 1491 ─ 這是英仙座的一個喷射星云。
- NGC 1492 ─ 這是波江座的一個星系。
- NGC 1493 ─ 這是時鐘座的一個星系。
- NGC 1494 ─ 這是時鐘座的一個星系。
- NGC 1495 ─ 這是時鐘座的一個星系。
- NGC 1496 ─ 這是英仙座的一個星系。
- NGC 1497 ─ 這是金牛座的一個星系。
- NGC 1498 ─ 這是波江座的一個三星系統。
- NGC 1499 ─ 英仙座的加利福利亚星云。

## 1500─1599
- NGC 1500 - 這是劍魚座的一個星系。
- NGC 1501 - 這是鹿豹座的一個星系。
- NGC 1502 - 這是鹿豹座的一個星系。
- NGC 1503 - 這是網罟座的一個星系。
- NGC 1504 - 這是波江座的一個星系。
- NGC 1505 - 這是波江座的一個星系。
- NGC 1506 - 這是劍魚座的一個星系。
- NGC 1507 - 這是波江座的一個星系。
- NGC 1508 - 這是金牛座的一個星系。
- NGC 1509 - 這是波江座的一個星系。
- NGC 1510 - 這是時鐘座的一個星系。
- NGC 1511 - 這是水蛇座的一個星系。
- NGC 1512 - 這是時鐘座的一個漩渦星系。
- NGC 1513 - 這是英仙座的一個星系。
- NGC 1514 - 這是金牛座的一個行星狀星系。
- NGC 1515 - 這是劍魚座的一個星系。
- NGC 1516 - 這是波江座的一個星系。
- NGC 1517 - 這是金牛座的一個星系。
- NGC 1518 - 這是波江座的一個星系。
- NGC 1519 - 這是波江座的一個星系。
- NGC 1520 - 這是山案座的一個星群。
- NGC 1521 - 這是波江座的一個星系。
- NGC 1522 - 這是劍魚座的一個星系。
- NGC 1523 - 這是劍魚座的一個三星系統。
- NGC 1524 - 這是波江座的一個星系。
- NGC 1525 - 這是波江座的一個星系。
- NGC 1526 - 這是網罟座的一個星系。
- NGC 1527 - 這是時鐘座的一個星系。
- NGC 1528 - 這是英仙座的一個星系。
- NGC 1529 - 這是網罟座的一個星系。
- NGC 1530 - 這是鹿豹座的一個漩渦星系。
- NGC 1531 - 這是波江座的一個星系。
- NGC 1532 - 這是波江座的一個星系。
- NGC 1533 - 這是劍魚座的一個星系。
- NGC 1534 - 這是網罟座的一個星系。
- NGC 1535 - 這是波江座的一個星雲。
- NGC 1536 - 這是網罟座的一個星系。
- NGC 1537 - 這是波江座的一個星系。
- NGC 1538 - 這是波江座的一個星系。
- NGC 1539 - 這是金牛座的一個星系。
- NGC 1540 - 這是波江座的一個星系。
- NGC 1541 - 這是金牛座的一個星系。
- NGC 1542 - 這是金牛座的一個星系。
- NGC 1543 - 這是網罟座的一個星系。
- NGC 1544 - 這是仙王座的一個星系。
- NGC 1545 - 這是英仙座的一個星系。
- NGC 1546 - 這是劍魚座的一個星系。
- NGC 1547 - 這是波江座的一個星系。
- NGC 1548 - 這是英仙座的一個星群。
- NGC 1549 - 這是劍魚座的一個星系。
- NGC 1550 - 這是金牛座的一個星系。
- NGC 1551 - 這是金牛座的一個星系。
- NGC 1552 - 這是波江座的一個星系。
- NGC 1553 - 這是劍魚座的一個星系。
- NGC 1554 - 這是金牛座的一個星系。
- NGC 1555 - 這是金牛座的一個星系。
- NGC 1556 - 這是劍魚座的一個星系。
- NGC 1557 - 這是水蛇座的一個星群。
- NGC 1558 - 這是雕具座的一個星系。
- NGC 1559 - 這是網罟座的一個星系。
- NGC 1560 - 這是鹿豹座的一個漩渦星系。
- NGC 1561 - 這是波江座的一個星系。
- NGC 1562 - 這是波江座的一個星系。
- NGC 1563 - 這是波江座的一個星系。
- NGC 1564 - 這是波江座的一個星系。
- NGC 1565 - 這是波江座的一個星系。
- NGC 1566 - 這是劍魚座的一個塞弗特星系，宿主星系是漩涡星系。
- NGC 1567 - 這是雕具座的一個星系。
- NGC 1568 - 這是波江座的一個星系。
- NGC 1569 - 這是鹿豹座的一個不规则星系。
- NGC 1570 - 這是雕具座的一個星系。
- NGC 1571 - 這是雕具座的一個星系。
- NGC 1572 - 這是雕具座的一個星系。
- NGC 1573 - 這是鹿豹座的一個星系。
- NGC 1574 - 這是網罟座的一個星系。
- NGC 1575 - 這是波江座的一個星系。
- NGC 1576 - 這是波江座的一個星系。
- NGC 1577 - 這是波江座的一個星系。
- NGC 1578 - 這是劍魚座的一個星系。
- NGC 1579 - 這是英仙座的一個彌散星系。
- NGC 1580 - 這是波江座的一個星系。
- NGC 1581 - 這是劍魚座的一個星系。
- NGC 1582 - 這是英仙座的一個星系。
- NGC 1583 - 這是波江座的一個星系。
- NGC 1584 - 這是波江座的一個星系。
- NGC 1585 - 這是雕具座的一個星系。
- NGC 1586 - 這是波江座的一個星系。
- NGC 1587 - 這是金牛座的一個星系。
- NGC 1588 - 這是金牛座的一個星系。
- NGC 1589 - 這是金牛座的一個星系。
- NGC 1590 - 這是金牛座的一個星系。
- NGC 1591 - 這是波江座的一個星系。
- NGC 1592 - 這是波江座的一個星系。
- NGC 1593 - 這是金牛座的一個星系。
- NGC 1594 - 這是波江座的一個星系。
- NGC 1595 - 這是雕具座的一個星系。
- NGC 1596 - 這是劍魚座的一個星系。
- NGC 1597 - 這是波江座的一個星系。
- NGC 1598 - 這是雕具座的一個星系。
- NGC 1599 - 這是波江座的一個星系。

## 1600─1699
- NGC 1600 - 這是波江座的一個星系。
- NGC 1601 - 這是波江座的一個星系。
- NGC 1602 - 這是劍魚座的一個星系。
- NGC 1603 - 這是波江座的一個星系。
- NGC 1604 - 這是波江座的一個星系。
- NGC 1605 - 這是英仙座的一個星系。
- NGC 1606 - 這是波江座的一個星系。
- NGC 1607 - 這是波江座的一個星系。
- NGC 1608 - 這是金牛座的一個星系。
- NGC 1609 - 這是波江座的一個星系。
- NGC 1610 - 這是波江座的一個單獨的星系。
- NGC 1611 - 這是波江座的一個星系。
- NGC 1612 - 這是波江座的一個星系。
- NGC 1613 - 這是波江座的一個星系。
- NGC 1614 - 這是波江座的一個星系。
- NGC 1615 - 這是金牛座的一個星系。
- NGC 1616 - 這是雕具座的一個星系。
- NGC 1617 - 這是劍魚座的一個星系。
- NGC 1618 - 這是波江座的一個星系。
- NGC 1619 - 這是波江座的一個單獨的星系。
- NGC 1620 - 這是波江座的一個星系。
- NGC 1621 - 這是波江座的一個星系。
- NGC 1622 - 這是波江座的一個星系。
- NGC 1623 - 這是波江座的一個星系。
- NGC 1624 - 這是英仙座的一個星系。
- NGC 1625 - 這是波江座的一個星系。
- NGC 1626 - 這是波江座的一個星系。
- NGC 1627 - 這是波江座的一個星系。
- NGC 1628 - 這是波江座的一個星系。
- NGC 1629 - 這是水蛇座的一個星系。
- NGC 1630 - 這是波江座的一個星系。
- NGC 1631 - 這是波江座的一個星系。
- NGC 1632 - 這是波江座的一個星系。
- NGC 1633 - 這是金牛座的一個星系。
- NGC 1634 - 這是金牛座的一個星系。
- NGC 1635 - 這是波江座的一個星系。
- NGC 1636 - 這是波江座的一個星系。
- NGC 1637 - 這是波江座的一個漩涡星系。
- NGC 1638 - 這是波江座的一個星系。
- NGC 1639 - 這是波江座的一個三星系統。
- NGC 1640 - 這是波江座的一個星系。
- NGC 1641 - 這是劍魚座的一個星系。
- NGC 1642 - 這是金牛座的一個星系。
- NGC 1643 - 這是波江座的一個星系。
- NGC 1644 - 這是劍魚座的一個星系。
- NGC 1645 - 這是波江座的一個星系。
- NGC 1646 - 這是波江座的一個星系。
- NGC 1647 - 這是金牛座的一個星系。
- NGC 1648 - 這是波江座的一個星系。
- NGC 1649 - 這是劍魚座的一個星系。
- NGC 1650 - 這是波江座的一個星系。
- NGC 1651 - 這是山案座的一個星系。
- NGC 1652 - 這是劍魚座的一個星系。
- NGC 1653 - 這是波江座的一個星系。
- NGC 1654 - 這是波江座的一個星系。
- NGC 1655 - 這是金牛座的一個單獨的星系。
- NGC 1656 - 這是波江座的一個星系。
- NGC 1657 - 這是波江座的一個星系。
- NGC 1658 - 這是雕具座的一個星系。
- NGC 1659 - 這是波江座的一個星系。
- NGC 1660 - 這是雕具座的一個星系。
- NGC 1661 - 這是獵戶座的一個星系。
- NGC 1662 - 這是獵戶座的一個星系。
- NGC 1663 - 這是獵戶座的一個星系。
- NGC 1664 - 這是御夫座的一個星系。
- NGC 1665 - 這是波江座的一個星系。
- NGC 1666 - 這是波江座的一個星系。
- NGC 1667 - 這是波江座的一個星系。
- NGC 1668 - 這是雕具座的一個星系。
- NGC 1669 - 這是劍魚座的一個星系。
- NGC 1670 - 這是獵戶座的一個星系。
- NGC 1671 - 這是獵戶座的一個星系。
- NGC 1672 - 這是劍魚座的一個星系。
- NGC 1673 - 這是山案座的一個星系。
- NGC 1674 - 這是金牛座的一個單獨的星系。
- NGC 1675 - 這是金牛座的一個單獨的星系。
- NGC 1676 - 這是劍魚座的一個星系。
- NGC 1677 - 這是波江座的一個星系。
- NGC 1678 - 這是獵戶座的一個星系。
- NGC 1679 - 這是雕具座的一個星系。
- NGC 1680 - 這是繪架座的一個星系。
- NGC 1681 - 這是波江座的一個星系。
- NGC 1682 - 這是獵戶座的一個星系。
- NGC 1683 - 這是獵戶座的一個星系。
- NGC 1684 - 這是獵戶座的一個星系。
- NGC 1685 - 這是獵戶座的一個星系。
- NGC 1686 - 這是波江座的一個星系。
- NGC 1687 - 這是雕具座的一個星系。
- NGC 1688 - 這是劍魚座的一個星系。
- NGC 1689 - 這是波江座的一個星系。
- NGC 1690 - 這是獵戶座的一個星系。
- NGC 1691 - 這是獵戶座的一個星系。
- NGC 1692 - 這是波江座的一個星系。
- NGC 1693 - 這是劍魚座的一個星系。
- NGC 1694 - 這是波江座的一個星系。
- NGC 1695 - 這是劍魚座的一個星系。
- NGC 1696 - 這是劍魚座的一個星系。
- NGC 1697 - 這是劍魚座的一個星系。
- NGC 1698 - 這是劍魚座的一個星系。
- NGC 1699 - 這是波江座的一個星系。

## 1700─1799
- NGC 1700 - 這是波江座的一個星系。
- NGC 1701 - 這是雕具座的一個星系。
- NGC 1702 - 這是山案座的一個星系。
- NGC 1703 - 這是劍魚座的一個星系。
- NGC 1704 - 這是劍魚座的一個星系。
- NGC 1705 - 這是繪架座的一個星系。
- NGC 1706 - 這是劍魚座的一個星系。
- NGC 1707 - 這是獵戶座的一個星群。
- NGC 1708 - 這是鹿豹座的一個星系。
- NGC 1709 - 這是獵戶座的一個星系。
- NGC 1710 - 這是天兔座的一個星系。
- NGC 1711 - 這是山案座的一個星系。
- NGC 1712 - 這是劍魚座的一個星系。
- NGC 1713 - 這是獵戶座的一個星系。
- NGC 1714 - 這是劍魚座大麦哲伦星云的一個星系。
- NGC 1715 - 這是劍魚座大麦哲伦星云的一個彌散星雲。
- NGC 1716 - 這是天兔座的一個星系。
- NGC 1717 - 這是獵戶座的一個星系。
- NGC 1718 - 這是劍魚座的一個星系。
- NGC 1719 - 這是獵戶座的一個星系。
- NGC 1720 - 這是波江座的一個星系。
- NGC 1721 - 這是波江座的一個星系。
- NGC 1722 - 這是劍魚座的一個星系。
- NGC 1723 - 這是波江座的一個漩涡星系。
- NGC 1724 - 這是御夫座的一個星系。
- NGC 1725 - 這是波江座的一個星系。
- NGC 1726 - 這是波江座的一個星系。
- NGC 1727 - 這是劍魚座的一個星系。
- NGC 1728 - 這是波江座的一個星系。
- NGC 1729 - 這是獵戶座的一個星系。
- NGC 1730 - 這是天兔座的一個星系。
- NGC 1731 - 這是劍魚座的一個星系。
- NGC 1732 - 這是劍魚座的一個星系。
- NGC 1733 - 這是劍魚座的一個星系。
- NGC 1734 - 這是劍魚座的一個星系。
- NGC 1735 - 這是劍魚座的一個星系。
- NGC 1736 - 這是劍魚座的一個彌散星雲。
- NGC 1737 - 這是劍魚座的一個彌散星雲。
- NGC 1738 - 這是天兔座的一個星系。
- NGC 1739 - 這是天兔座的一個星系。
- NGC 1740 - 這是獵戶座的一個星系。
- NGC 1741 - 這是波江座的一個星系。
- NGC 1742 - 這是獵戶座的一個星系。
- NGC 1743 - 這是劍魚座的一個彌散星雲。
- NGC 1744 - 這是天兔座的一個星系。
- NGC 1745 - 這是劍魚座的一個彌散星雲。
- NGC 1746 - 這是金牛座的一個星群。
- NGC 1747 - 這是劍魚座的一個星系。
- NGC 1748 - 這是劍魚座的一個彌散星雲。
- NGC 1749 - 這是劍魚座的一個星系。
- NGC 1750 - 這是金牛座的一個星系。
- NGC 1751 - 這是劍魚座的一個星系。
- NGC 1752 - 這是波江座的一個星系。
- NGC 1753 - 這是獵戶座的一個星系。
- NGC 1754 - 這是山案座的一個星系。
- NGC 1755 - 這是劍魚座的一個星系。
- NGC 1756 - 這是劍魚座的一個星系。
- NGC 1757 - 這是波江座的一個單獨的星系。
- NGC 1758 - 這是金牛座的一個星系。
- NGC 1759 - 這是雕具座的一個星系。
- NGC 1760 - 這是劍魚座的一個彌散星雲。
- NGC 1761 - 這是劍魚座的一個星系。
- NGC 1762 - 這是獵戶座的一個星系。
- NGC 1763 - 這是劍魚座的一個彌散星雲。
- NGC 1764 - 這是劍魚座的一個星系。
- NGC 1765 - 這是劍魚座的一個星系。
- NGC 1766 - 這是山案座的一個星系。
- NGC 1767 - 這是劍魚座的一個星系。
- NGC 1768 - 這是劍魚座的一個星系。
- NGC 1769 - 這是劍魚座的一個彌散星雲。
- NGC 1770 - 這是劍魚座的一個星系。
- NGC 1771 - 這是劍魚座的一個星系。
- NGC 1772 - 這是劍魚座的一個星系。
- NGC 1773 - 這是劍魚座的一個彌散星雲。
- NGC 1774 - 這是劍魚座的一個星系。
- NGC 1775 - 這是山案座的一個星系。
- NGC 1776 - 這是劍魚座的一個星系。
- NGC 1777 - 這是山案座的一個星系。
- NGC 1778 - 這是御夫座的一個星系。
- NGC 1779 - 這是波江座的一個星系。
- NGC 1780 - 這是天兔座的一個星系。
- NGC 1781 - 這是天兔座的一個星系。
- NGC 1782 - 這是劍魚座的一個星系。
- NGC 1783 - 這是劍魚座的一個星系。
- NGC 1784 - 這是天兔座的一個漩涡星系。
- NGC 1785 - 這是劍魚座的一個星群。
- NGC 1786 - 這是劍魚座的一個星系。
- NGC 1787 - 這是劍魚座的一個星系。
- NGC 1788 - 這是獵戶座的一個反射星云。
- NGC 1789 - 這是山案座的一個星系。
- NGC 1790 - 這是御夫座的一個星群。
- NGC 1791 - 這是山案座的一個星系。
- NGC 1792 - 這是天鴿座的一個星系。
- NGC 1793 - 這是劍魚座的一個星系。
- NGC 1794 - 這是天兔座的一個星系。
- NGC 1795 - 這是劍魚座的一個星系。
- NGC 1796 - 這是劍魚座的一個星系。
- NGC 1797 - 這是波江座的一個星系。
- NGC 1798 - 這是御夫座的一個星系。
- NGC 1799 - 這是波江座的一個星系。

## 1800─1899
- NGC 1800 - 這是天鴿座的一個星系。
- NGC 1801 - 這是劍魚座的一個星系。
- NGC 1802 - 這是金牛座的一個星系。
- NGC 1803 - 這是繪架座的一個星系。
- NGC 1804 - 這是劍魚座的一個星系。
- NGC 1805 - 這是劍魚座的一個星系。
- NGC 1806 - 這是劍魚座的一個星系。
- NGC 1807 - 這是金牛座的一個星系。
- NGC 1808 - 這是天鴿座的一個塞弗特星系。
- NGC 1809 - 這是劍魚座的一個星系。
- NGC 1810 - 這是劍魚座的一個星系。
- NGC 1811 - 這是天鴿座的一個星系。
- NGC 1812 - 這是天鴿座的一個星系。
- NGC 1813 - 這是山案座的一個星系。
- NGC 1814 - 這是劍魚座的一個星系。
- NGC 1815 - 這是山案座的一個星系。
- NGC 1816 - 這是劍魚座的一個星系。
- NGC 1817 - 這是金牛座的一個星系。
- NGC 1818 - 這是劍魚座的一個星系。
- NGC 1819 - 這是獵戶座的一個星系。
- NGC 1820 - 這是劍魚座的一個星系。
- NGC 1821 - 這是天兔座的一個星系。
- NGC 1822 - 這是劍魚座的一個星系。
- NGC 1823 - 這是山案座的一個星系。
- NGC 1824 - 這是劍魚座的一個星系。
- NGC 1825 - 這是劍魚座的一個星系。
- NGC 1826 - 這是劍魚座的一個星系。
- NGC 1827 - 這是天鴿座的一個星系。
- NGC 1828 - 這是劍魚座的一個星系。
- NGC 1829 - 這是劍魚座的一個星系。
- NGC 1830 - 這是劍魚座的一個星系。
- NGC 1831 - 這是劍魚座的一個星系。
- NGC 1832 - 這是天兔座的一個星系。
- NGC 1833 - 這是山案座的一個星系。
- NGC 1834 - 這是劍魚座的一個星系。
- NGC 1835 - 這是劍魚座的一個星系。
- NGC 1836 - 這是劍魚座的一個星系。
- NGC 1837 - 這是山案座的一個星系。
- NGC 1838 - 這是劍魚座的一個星系。
- NGC 1839 - 這是劍魚座的一個星系。
- NGC 1840 - 這是山案座的一個星系。
- NGC 1841 - 這是山案座的一個星系。
- NGC 1842 - 這是劍魚座的一個星系。
- NGC 1843 - 這是獵戶座的一個星系。
- NGC 1844 - 這是劍魚座的一個星系。
- NGC 1845 - 這是山案座的一個星系。
- NGC 1846 - 這是劍魚座的一個星系。
- NGC 1847 - 這是劍魚座的一個星系。
- NGC 1848 - 這是山案座的一個星系。
- NGC 1849 - 這是劍魚座的一個星系。
- NGC 1850 - 這是劍魚座大麦哲伦星云的一個雙星星團。
- NGC 1851 - 這是天鴿座的一個球狀星系。
- NGC 1852 - 這是劍魚座的一個星系。
- NGC 1853 - 這是劍魚座的一個星系。
- NGC 1854 - 這是劍魚座的一個星系。
- NGC 1855 - 這是劍魚座的一個星系。
- NGC 1856 - 這是劍魚座的一個星系。
- NGC 1857 - 這是御夫座的一個疏散星團。
- NGC 1858 - 這是劍魚座的一個星系。
- NGC 1859 - 這是劍魚座的一個星系。
- NGC 1860 - 這是劍魚座的一個星系。
- NGC 1861 - 這是山案座的一個星系。
- NGC 1862 - 這是劍魚座的一個星系。
- NGC 1863 - 這是劍魚座的一個星系。
- NGC 1864 - 這是劍魚座的一個星系。
- NGC 1865 - 這是劍魚座的一個星系。
- NGC 1866 - 這是劍魚座的一個星系。
- NGC 1867 - 這是劍魚座的一個星系。
- NGC 1868 - 這是劍魚座的一個星系。
- NGC 1869 - 這是劍魚座的一個星系。
- NGC 1870 - 這是劍魚座的一個星系。
- NGC 1871 - 這是劍魚座的一個星系。
- NGC 1872 - 這是劍魚座的一個星系。
- NGC 1873 - 這是劍魚座的一個星系。
- NGC 1874 - 這是劍魚座的一個彌散星雲。
- NGC 1875 - 這是獵戶座的一個星系。
- NGC 1876 - 這是劍魚座的一個星系。
- NGC 1877 - 這是劍魚座的一個星系。
- NGC 1878 - 這是山案座的一個星系。
- NGC 1879 - 這是天鴿座的一個星系。
- NGC 1880 - 這是劍魚座的一個彌散星雲。
- NGC 1881 - 這是劍魚座的一個星系。
- NGC 1882 - 這是劍魚座的一個星系。
- NGC 1883 - 這是御夫座的一個星系。
- NGC 1884 - 這是劍魚座的一個星系。
- NGC 1885 - 這是劍魚座的一個星系。
- NGC 1886 - 這是天兔座的一個星系。
- NGC 1887 - 這是劍魚座的一個星系。
- NGC 1888 - 這是天兔座的一個星系。
- NGC 1889 - 這是天兔座的一個星系。
- NGC 1890 - 這是山案座的一個星系。
- NGC 1891 - 這是天鴿座的一個星群。
- NGC 1892 - 這是劍魚座的一個星系。
- NGC 1893 - 這是御夫座的一個星系。
- NGC 1894 - 這是劍魚座的一個星系。
- NGC 1895 - 這是劍魚座的一個彌散星雲。
- NGC 1896 - 這是御夫座的一個星群。
- NGC 1897 - 這是劍魚座的一個星系。
- NGC 1898 - 這是劍魚座的一個星系。
- NGC 1899 - 這是劍魚座的一個彌散星雲。

## 1900─1999
- NGC 1900 - 這是劍魚座的一個星系。
- NGC 1901 - 這是劍魚座的一個星系。
- NGC 1902 - 這是劍魚座的一個星系。
- NGC 1903 - 這是劍魚座的一個星系。
- NGC 1904 - 這是天兔座的一個球状星團（M79）。
- NGC 1905 - 這是劍魚座的一個星系。
- NGC 1906 - 這是天兔座的一個星系。
- NGC 1907 - 這是御夫座的一個星系。
- NGC 1908 - 這是獵戶座的一個單獨的星系。
- NGC 1909 - 這是波江座的一個星系。
- NGC 1910 - 這是劍魚座的一個星系。
- NGC 1911 - 這是劍魚座的一個彌散星雲。
- NGC 1912 - 這是御夫座的一個疏散星團（M38）。
- NGC 1913 - 這是劍魚座的一個星系。
- NGC 1914 - 這是山案座的一個星系。
- NGC 1915 - 這是劍魚座的一個單獨的星系。
- NGC 1916 - 這是劍魚座的一個星系。
- NGC 1917 - 這是劍魚座的一個星系。
- NGC 1918 - 這是劍魚座的一個星系。
- NGC 1919 - 這是劍魚座的一個星系。
- NGC 1920 - 這是劍魚座的一個彌散星雲。
- NGC 1921 - 這是劍魚座的一個彌散星雲。
- NGC 1922 - 這是劍魚座的一個星系。
- NGC 1923 - 這是劍魚座的一個星系。
- NGC 1924 - 這是獵戶座的一個星系。
- NGC 1925 - 這是劍魚座的一個星系。
- NGC 1926 - 這是劍魚座的一個星系。
- NGC 1927 - 這是獵戶座的一個單獨的星系。
- NGC 1928 - 這是劍魚座的一個星系。
- NGC 1929 - 這是劍魚座的一個彌散星雲。
- NGC 1930 - 這是繪架座的一個星系。
- NGC 1931 - 這是御夫座的一個星雲。
- NGC 1932 - 這是劍魚座的一個星系。
- NGC 1933 - 這是劍魚座的一個星系。
- NGC 1934 - 這是劍魚座的一個彌散星雲。
- NGC 1935 - 這是劍魚座的一個彌散星雲。
- NGC 1936 - 這是劍魚座的一個彌散星雲。
- NGC 1937 - 這是劍魚座的一個星系。
- NGC 1938 - 這是山案座的一個星系。
- NGC 1939 - 這是山案座的一個星系。
- NGC 1940 - 這是劍魚座的一個星系。
- NGC 1941 - 這是劍魚座的一個彌散星雲。
- NGC 1942 - 這是劍魚座的一個星系。
- NGC 1943 - 這是山案座的一個彌散星雲。
- NGC 1944 - 這是山案座的一個星系。
- NGC 1945 - 這是劍魚座的一個彌散星雲。
- NGC 1946 - 這是劍魚座的一個星系。
- NGC 1947 - 這是劍魚座的一個星系。
- NGC 1948 - 這是劍魚座的一個星系。
- NGC 1949 - 這是劍魚座的一個彌散星雲。
- NGC 1950 - 這是劍魚座的一個星系。
- NGC 1951 - 這是劍魚座的一個星系。
- NGC 1952 - 這是金牛座的一個蟹狀星雲（M1）。
- NGC 1953 - 這是劍魚座的一個星系。
- NGC 1954 - 這是天兔座的一個星系。
- NGC 1955 - 這是劍魚座的一個星系。
- NGC 1956 - 這是山案座的一個星系。
- NGC 1957 - 這是天兔座的一個星系。
- NGC 1958 - 這是劍魚座的一個星系。
- NGC 1959 - 這是山案座的一個星系。
- NGC 1960 - 這是御夫座的一個疏散星團（M36）。
- NGC 1961 - 這是鹿豹座的一個被扰乱的漩涡星系。
- NGC 1962 - 這是劍魚座的一個星系。
- NGC 1963 - 這是天鴿座的一個星系。
- NGC 1964 - 這是天兔座的一個星系。
- NGC 1965 - 這是劍魚座的一個彌散星雲。
- NGC 1966 - 這是劍魚座的一個彌散星雲。
- NGC 1967 - 這是劍魚座的一個星系。
- NGC 1968 - 這是劍魚座的一個星系。
- NGC 1969 - 這是劍魚座的一個星系。
- NGC 1970 - 這是劍魚座的一個彌散星雲。
- NGC 1971 - 這是劍魚座的一個星系。
- NGC 1972 - 這是劍魚座的一個星系。
- NGC 1973 - 這是獵戶座的一個彌散星雲。
- NGC 1974 - 這是劍魚座的一個星系。
- NGC 1975 - 這是獵戶座的一個彌散星雲。
- NGC 1976 - M42，這是獵戶座的獵戶座大星雲（彌散星雲）。
- NGC 1977 - 這是獵戶座的一個反射星雲。
- NGC 1978 - 這是劍魚座的一個星系。
- NGC 1979 - 這是天兔座的一個星系。
- NGC 1980 - 這是獵戶座的一個彌散星雲。
- NGC 1981 - 這是獵戶座的一個星系。
- NGC 1982 - M43，這是獵戶座de Mairan星雲的一個彌散星雲。
- NGC 1983 - 這是劍魚座的一個星系。
- NGC 1984 - 這是劍魚座的一個星系。
- NGC 1985 - 這是御夫座的一個星系。
- NGC 1986 - 這是山案座的一個星系。
- NGC 1987 - 這是山案座的一個星系。
- NGC 1988 - 這是金牛座的一個星系。
- NGC 1989 - 這是天鴿座的一個星系。
- NGC 1990 - 這是獵戶座的一個星系。
- NGC 1991 - 這是劍魚座的一個星系。
- NGC 1992 - 這是天鴿座的一個星系。
- NGC 1993 - 這是天兔座的一個星系。
- NGC 1994 - 這是劍魚座的一個星系。
- NGC 1995 - 這是繪架座的一個雙星系統。
- NGC 1996 - 這是金牛座的一個星群。
- NGC 1997 - 這是劍魚座的一個星系。
- NGC 1998 - 這是繪架座的一個星系。
- NGC 1999 - 這是獵戶座的一個反射彌散星雲。